# Соболев, Леонид Сергеевич
Леони́д Серге́евич Со́болев (9 [21] июля 1898, 21 июля 1898 или 8 [20] июля 1898, Иркутск — 17 февраля 1971[…], Москва, РСФСР, СССР) — русский советский писатель и журналист, военный корреспондент. Капитан 1 ранга. Герой Социалистического Труда (1968). Лауреат Сталинской премии второй степени (1943). Депутат ВС СССР 5 — 8 созывов (1958—1971), член Президиума Верховного Совета СССР 8 созыва с 1970 года.

## Биография

### Происхождение
Леонид Соболев родился 9 (21) июля 1898 года в семье офицера из мелкопоместных дворян. В 1910—1916 годах учился в 3-м Александровском кадетском корпусе, а в мае 1916 года был зачислен в Морской кадетский корпус. Участвовал в Моонзундском сражении и в Ледовом походе Балтийского флота. В 1918—1921 годах служил в Красном флоте в качестве штурмана линейного корабля «Андрей Первозванный» и эскадренного миноносца «Орфей», флагманского штурмана отряда сторожевых кораблей Морской пограничной охраны ОГПУ.
С 1930 года член ЛОКАФ, с 1931 года — оргсекретарь Ленинградско-Балтийского отделения ЛОКАФ и секретарь журнала «Залп».
В 1934 году Соболев выступал на Первом Всесоюзном съезде советских писателей; получила известность его фраза из этого выступления: «Партия и правительство дали советскому писателю решительно всё. Они отняли у него только одно — право плохо писать». С того же года был членом правления СП СССР. В 1938 году переехал в Москву.
Работал военным корреспондентом во время советско-финляндской войны 1939—1940 годов.

### Великая Отечественная война
В годы Великой Отечественной войны служил корреспондентом газеты «Правда», Совинформбюро и газеты «Красный флот» Главного политического управления Военно-морского флота СССР. Участник обороны Одессы, обороны Севастополя, капитан 2 ранга. Позднее, в 1966 году издал свой военный дневник «Из записных книжек. Одесса. Сентябрь — октябрь 1941 г.». В 1943 году передал Сталинскую премию, присуждённую ему за книгу рассказов «Морская душа», в Фонд обороны, с просьбой построить на эти средства катер, назвать его «Морская душа» и зачислить в 4-й дивизион сторожевых катеров Черноморского флота. Присвоено звание капитан 1 ранга.

### Послевойны
В 1957—1970 годах — председатель Правления СП РСФСР. Оставаясь всю жизнь беспартийным, настаивал на необходимости партийного руководства Союзом писателей.
Принял активное участие в организованном по указанию ЦК КПСС осуждении Б. Пастернака. На собрание ленинградских писателей 30 октября 1958 года он был направлен от СП РСФСР для координации и руководства «общественным осуждением» поэта. Главный тезис его выступления на этом собрании был в том, что Пастернак со своим сочинением — это только исполнитель некоего глобального замысла, который направлен против СССР, советской власти и осуществляется загадочными глобальными силами явно заграничного происхождения. Он, в частности, заявил: 
<…>Причём он [Пастернак] выбрал время, когда можно выйти с таким произведением, выбрал очень осмотрительно. Что же это — свой городской сумасшедший? Нет, это расчётливый человек, который ведёт свою линию, который выбрал свою линию, подобно тому как человек, открывший вход в крепость, когда часовые отлучились, заснули или запили!<…>Как можно говорить всерьёз, что он писатель, когда писатель — это человек, который с народом. Пастернак всегда был вне народа.<…>Не согласен с голосами, которые раздавались здесь и в Москве о том, что мы пережили это дело, а теперь вернёмся к нашей работе, давайте перечеркнём это. Это не так просто перечеркнуть. Не хочу вас пугать, но нам надо понимать, что должна принести эта акция, она несёт ликующее оживление мюнхенского ревизионизма. Белогвардейские газеты Западного Берлина очень следят за нами. «Голос Америки» — тоже. Так что об этом надо думать. Опасность не в том, что пойдёт этот лай, а эту опасность мы как писатели, как руководители организации должны перед собой увидеть, а увидев, принять некоторые меры.
В 1968 году, в возрасте семидесяти лет, на одном из советских грузовых судов, доставлявших продовольствие во Вьетнам, прошёл из Владивостока в Хайфон и обратно.
Будучи председателем СП РСФСР, критически оценивал деятельность Солженицына как «антикоммунистическую суету, за которой может наступить развал и распад великого государства».
Был болен раком желудка, умер (застрелился) 17 февраля 1971 года. Несмотря на завещание, где Соболев просил развеять его прах над морем, по решению М. А. Суслова был похоронен на Новодевичьем кладбище (участок № 7).

### Творческая деятельность
Впервые выступил в печати в 1926 году с очерком «„Ленин“ в Ревеле». Впоследствии главное место в творчестве Леонида Соболева заняла морская тематика, которой посвящены рассказы 1930-х годов, роман «Капитальный ремонт» (1932 год, новые главы добавлены в 1962 году), сборник фронтовых очерков и рассказов «Морская душа» (1942 год), повесть «Зелёный луч» (1954 год).
Им были написаны литературно-критические и публицистические книги «На главном курсе» (1969 год), «Ветер времени» (1970 год) и другие, киносценарии.
В 1935 году совершил поездку в Среднюю Азию и Казахстан, что создало дополнительную базу для творчества: он внёс вклад в перевод с казахского на русский язык эпопеи «Путь Абая» М. О. Ауэзова, вместе с которым в 1941 году он написал трагедию «Абай». Автор труда «Эпос и фольклор казахского народа», статей об Абае, Джамбуле и других казахских писателях.

## Награды[6]
- Герой Социалистического Труда (19.07.1968)
- три ордена Ленина (19.07.1958; 28.10.1967; 19.07.1968)
- два ордена Отечественной войны I степени (22.02.1943; 23.09.1945)
- орден «Знак Почёта» (31.01.1939)
- медаль «За боевые заслуги» (17.02.1940)[12]
- медаль «За оборону Одессы»
- медаль «За оборону Севастополя»
- медаль «За взятие Берлина»
- другие медали
- Сталинская премия второй степени (1943) — за сборник рассказов «Морская душа» (1942)[13]

## Память

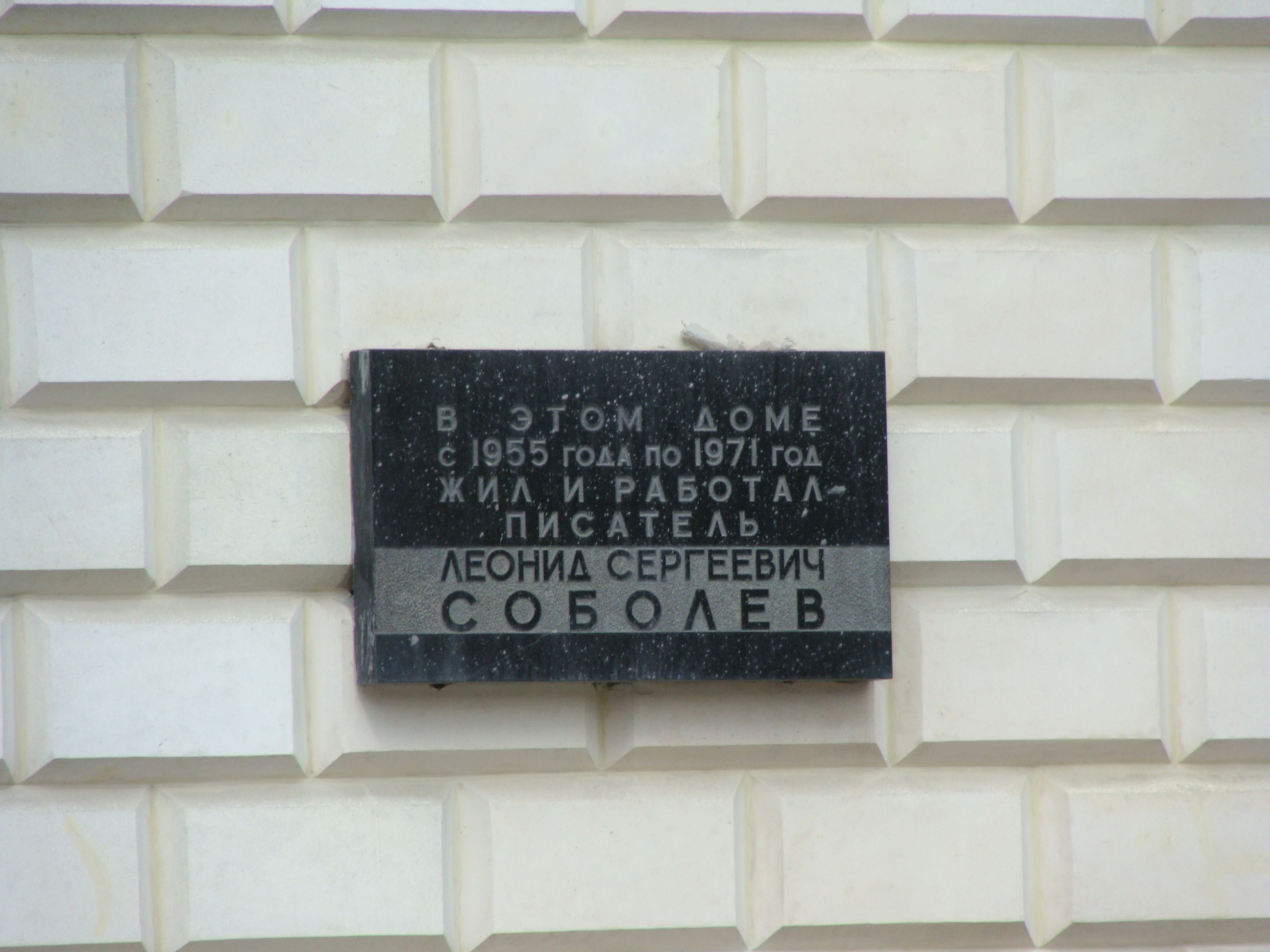
Мемориальная доска в Москве

В память о Леониде Соболеве установлена мемориальная доска на доме в Санкт-Петербурге, где он жил в 1924—1971 годах (адрес: Шпалерная ул., 30).
В память о Леониде Соболеве установлена мемориальная доска на доме в Москве, где он жил и работал с 1955 года по 1971 год (адрес: Кутузовский проспект, 2/1).
В память о Леониде Соболеве названо океанографическое исследовательское судно проекта 852 и базовый тральщик проекта 1265 Балтийского флота.
Именем Леонида Соболева назван круизный теплоход (проект 302).
Центральная районная библиотека Невского района (Невская ЦБС) с 1971 года носит имя Леонида Соболева.